# Fleischhaus (Heilbronn)

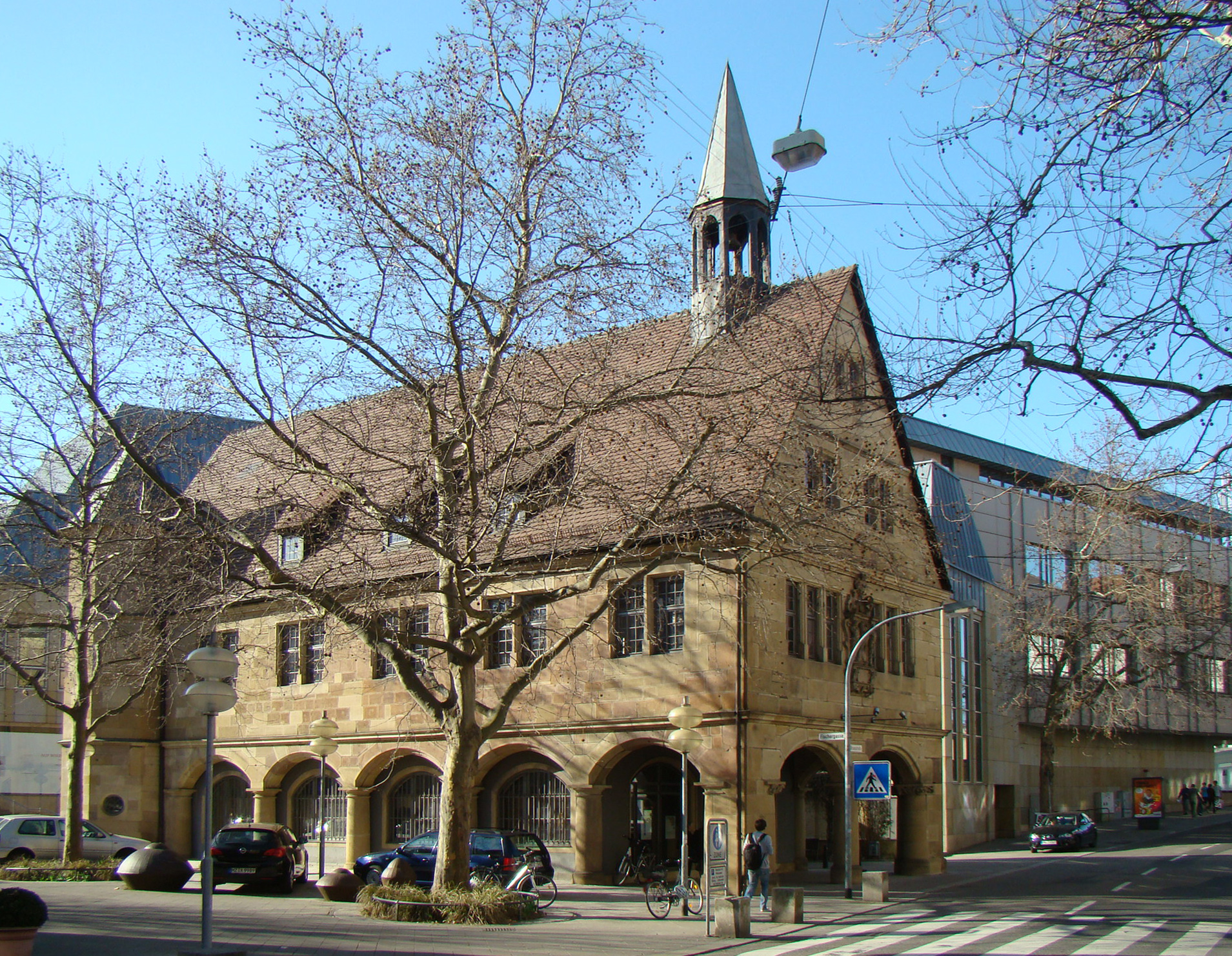
Das Fleischhaus in Heilbronn, Ansicht von Südosten (Foto: März 2012)

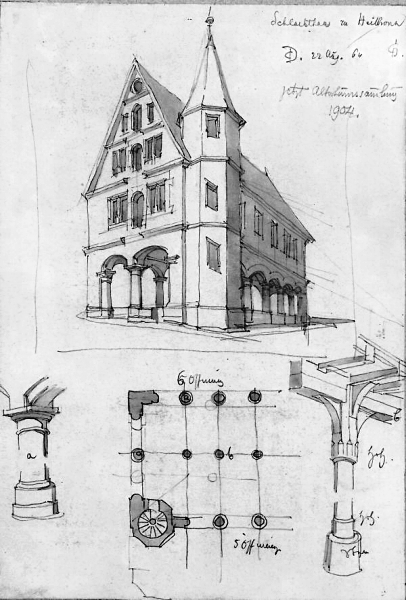
Das Fleisch- und Gerichtshaus um 1904

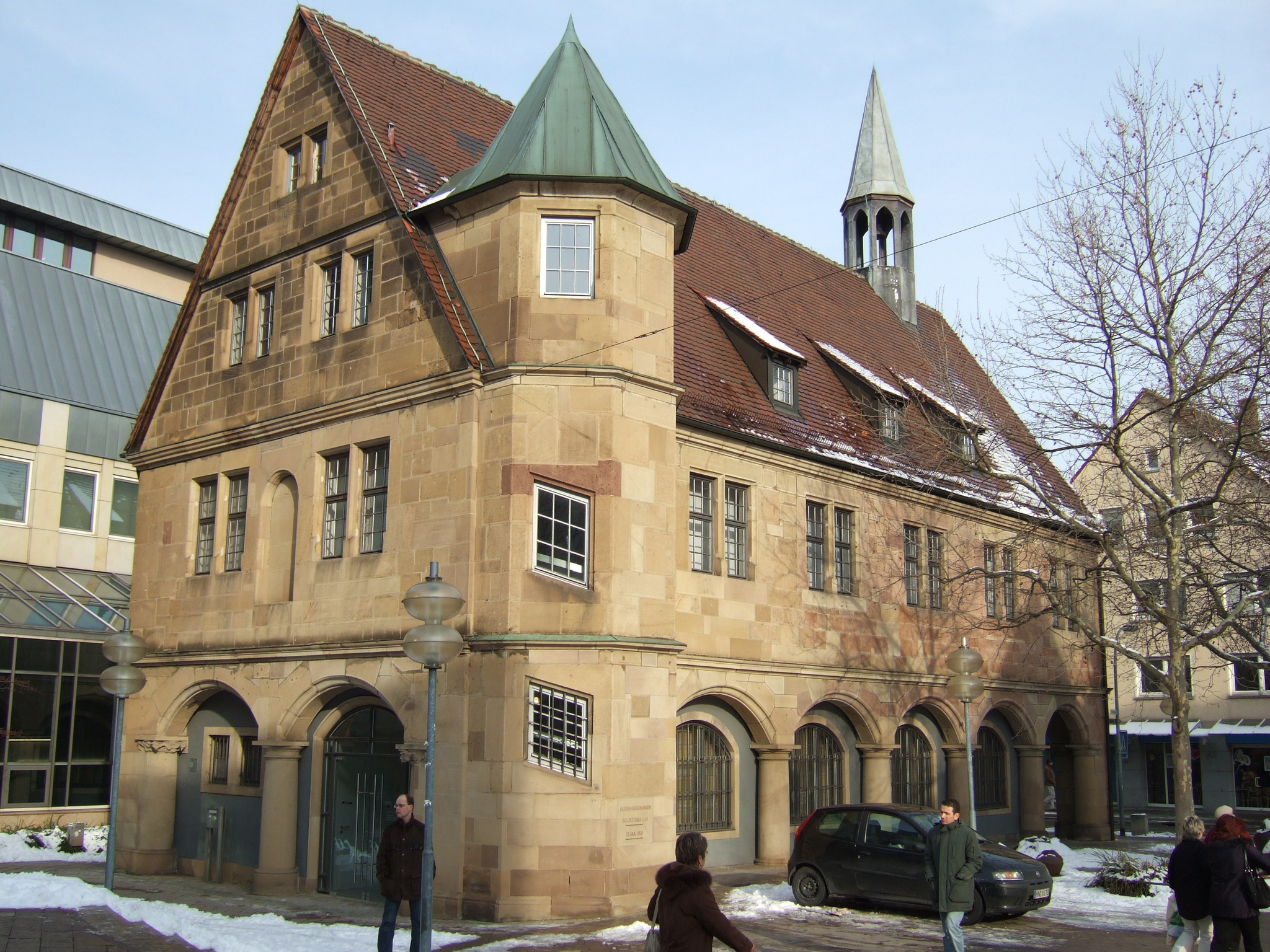
Ansicht von Südwesten, die ehemals offenen Arkaden sind heute vermauert

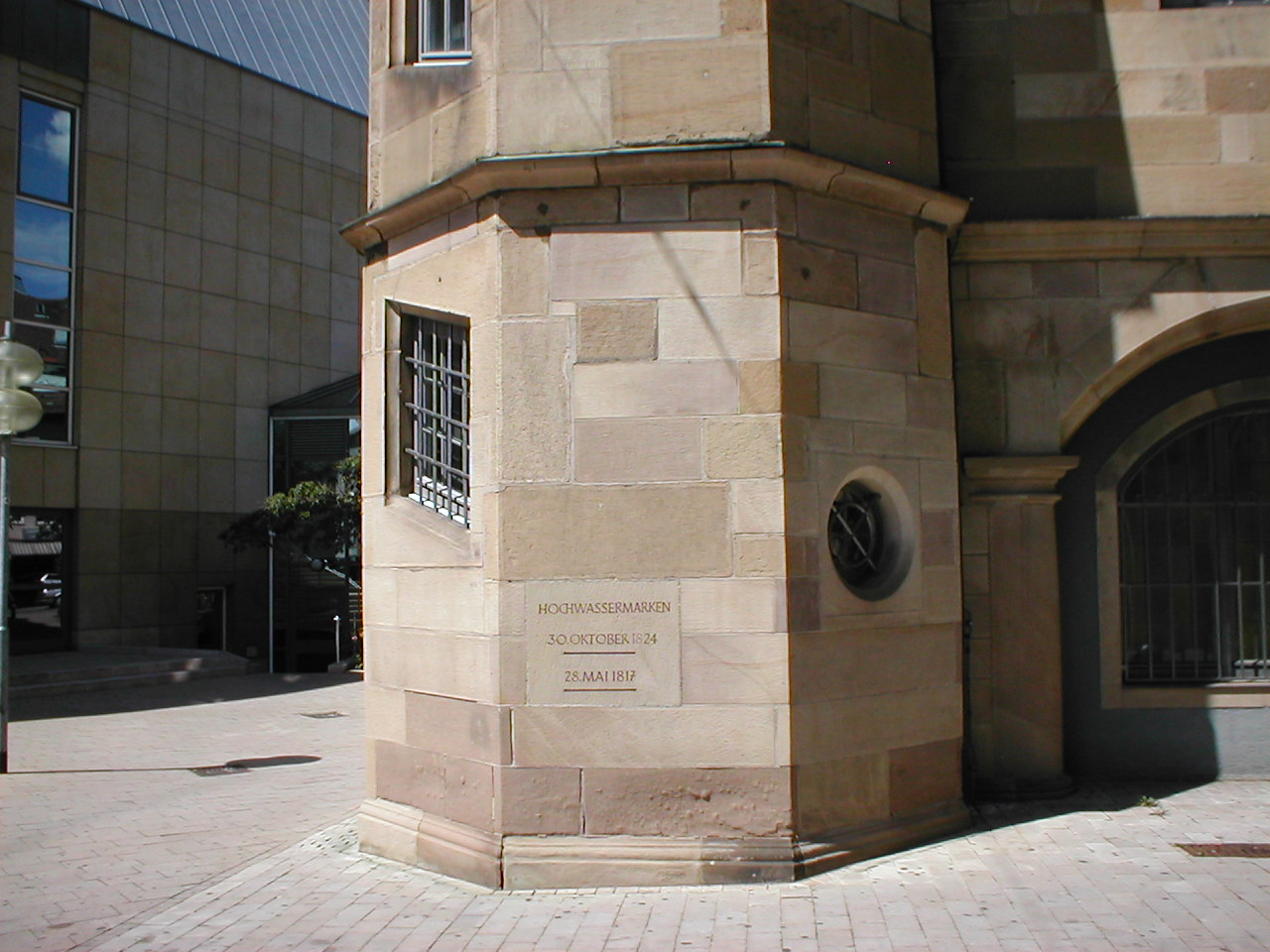
Hochwassermarken am Treppenturm

Das Fleischhaus ist ein Bauwerk des Manierismus an der Kramstraße in Heilbronn. Das denkmalgeschützte Gebäude wurde um 1600 errichtet und diente im Erdgeschoss einst als Markthalle der Heilbronner Fleischer, im Obergeschoss als Gerichts- und Hochzeitssaal. Seit dem 19. Jahrhundert wurde das Gebäude als Museum genutzt. Nachdem 2009 das Naturhistorische Museum ausgezogen war, wurde das Gebäude zuletzt noch für eine stadtgeschichtliche Ausstellung und wird seit Ende 2012 gewerblich genutzt.

## Geschichte
Das Fleischhaus wurde an der Stelle eines mittelalterlichen Vorgängerbaus 1598 bis 1600 von Hans Stefan oder Johannes (Hans) Schoch als Arkadenbau im manieristischen Stil errichtet. Während das Erdgeschoss weiterhin den Fleischern als Markthalle, Fleischbank und Schlachthaus diente, fanden im ersten Obergeschoss sowohl Hochzeiten als auch Rechtsprechungen des Gerichts statt. Von 1655 an durften Hochzeiten in Heilbronn aus feuerpolizeilichen Gründen nur noch dort stattfinden. Bis zum Bau des städtischen Schlachthofs 1880 diente das Gebäude dem Fleischumschlag. Im Jahr 1838 verpachtete die Stadt Heilbronn dem Unternehmensgründer Carl Heinrich Theodor Knorr den „Schlachthaus-Beletage-Stock“ auf die Dauer von vier Jahren zur Errichtung einer Trocknungsanlage für Zichorien.
Nach der Gründung des Heilbronner Historischen Vereins im Jahr 1876 erhielt dieser von der Stadt die Räumlichkeiten im ersten Stock zur Einrichtung eines Historischen Museums, das am 24. Juni 1879 eröffnet wurde. Von 1885 bis 1904 befand sich die städtische Botenmeisterei im Erdgeschoss des Gebäudes, danach wurde das gesamte Gebäude als Museum genutzt. Unter Alfred Schliz erfuhr die Sammlung des Museums eine bedeutende Vergrößerung und Neuordnung und das Museum wurde am 3. Mai 1905 neu eröffnet. 1910 wurde im Obergeschoss das Robert-Mayer-Zimmer mit Gegenständen aus dem Nachlass des Heilbronner Physikers Robert Mayer eröffnet. 1916 zogen die naturkundlichen Exponate in ein neues Naturkundemuseum im Alten Friedhof; wurde 1919 nahezu die gesamte Münzsammlung des Museums gestohlen. Die Sammlung wuchs auch unter Schliz' Nachfolger Moriz von Rauch weiterhin stark an. Die stark rückläufigen Besucherzahlen von 1921 bis 1931 werden auf die totale Überfüllung des Gebäudes zurückgeführt.
Von 1933 bis 1936 wurde das Heilbronner Museumswesen neu geordnet, insbesondere wurde das Fleischhaus entlastet. Es wurde 1936 nach längerer Schließung und Umbau neu eröffnet. Im Gebäude waren daraufhin insbesondere Steindenkmale sowie Exponate zur regionalen Kulturgeschichte und Volkskunde zu sehen. Das Robert-Mayer-Zimmer befand sich nun im Erdgeschoss, das Obergeschoss wurde für Sonderausstellungen genutzt.
Beim Luftangriff vom 4. Dezember 1944 wurde das Gebäude schwer beschädigt. Dank der Initiative des ehrenamtlichen Museumsleiters Hellmut Braun waren zwar einige wenige Exponate zuvor ausgelagert worden, der Großteil des Sammlungsbestandes war jedoch im Haus verblieben und wurde durch die Kriegseinwirkungen zerstört. Im Wesentlichen haben nur einige Steindenkmale im Haus den Bombenkrieg und nachfolgende Plünderungen überdauert. In der Nachkriegszeit wurden die Steindenkmale in der Ruine neu aufgestellt und teilweise mit Notdächern geschützt.
1948 erwog das Stadtplanungsamt die Vergabe der Ruine an private Investoren zur Umnutzung als Geschäftsgebäude. Durch eine Intervention des damaligen Vorsitzenden des Historischen Vereins, Georg Rümelin, konnten diese Pläne abgewandt werden und das Fleischhaus wurde als städtisches Gebäude und zur Nutzung für museale Zwecke wiederaufgebaut. 1949 hatte es bereits wieder eine Stahlbetondecke über dem ersten Obergeschoss, im April 1950 beging man das Richtfest für den wiedererrichteten Dachstuhl. Der Innenausbau zog sich noch mehrere Jahre hin. Der Kunstverein Heilbronn nutzte teilweise noch nicht ausgebaute Räumlichkeiten für Ausstellungen.
1952 bezog das Stadtarchiv Heilbronn Räume im Obergeschoss, später auch im Dachgeschoss. Im Folgejahr wurde wieder eine Sammlung zu Robert Mayer in einem Raum im Obergeschoss eröffnet, 1954 bezog das Fremdenverkehrsamt Räume im Erdgeschoss und 1955 fand die Eröffnung einer vor- und frühgeschichtlichen Ausstellung des Historischen Museums im Erdgeschoss statt. Nach dem Auszug des Fremdenverkehrsamtes im Jahr 1956 konnte das Historische Museum das gesamte Erdgeschoss nutzen. Als 1967 auch das Stadtarchiv auszog, diente wieder das gesamte Gebäude musealen Zwecken. Nach Umbau und Umgestaltung wurde das Historische Museum im Fleischhaus am 22. März 1967 wiedereröffnet.
Ab 1990 bezogen die Städtischen Museen Heilbronn mit den Abteilungen für Archäologie, Kunst und Stadtgeschichte Räume in dem benachbarten Deutschhof, so dass im Fleischhaus ab 1991 nur die Abteilung Erd- und Landschaftsgeschichte blieb, die 2009 schließlich auch in den Deutschhof zog.
Verschiedene zukünftige Nutzungsmöglichkeiten des Gebäudes wurden bei einer Veranstaltung unter Moderation von SPD-Stadtrat Gerd Kempf am 2. März 2010 erörtert. Die Stadt Heilbronn suchte danach längere Zeit einen Mieter für das Gebäude und sagte es schließlich einem Gastronomieunternehmen zu. Vor der Fertigstellung des neuen Hauses der Stadtgeschichte im Sommer 2012 war im Fleischhaus zuletzt noch eine stadtgeschichtliche Ausstellung zu sehen. Im Spätsommer 2012 wurde das Gebäude zur künftigen gewerblichen Nutzung umgebaut. Für die Ausstattung und den Innenausbau wurde Platanenholz von auf der Heilbronner Allee im Zuge des Stadtbahn-Ausbaus gefällten Bäumen verwendet. Heute befindet sich im Erdgeschoss des Gebäudes ein Gastronomiebetrieb, die Obergeschosse wurden von Kreativfirmen bezogen.

## Beschreibung

### Allgemeines

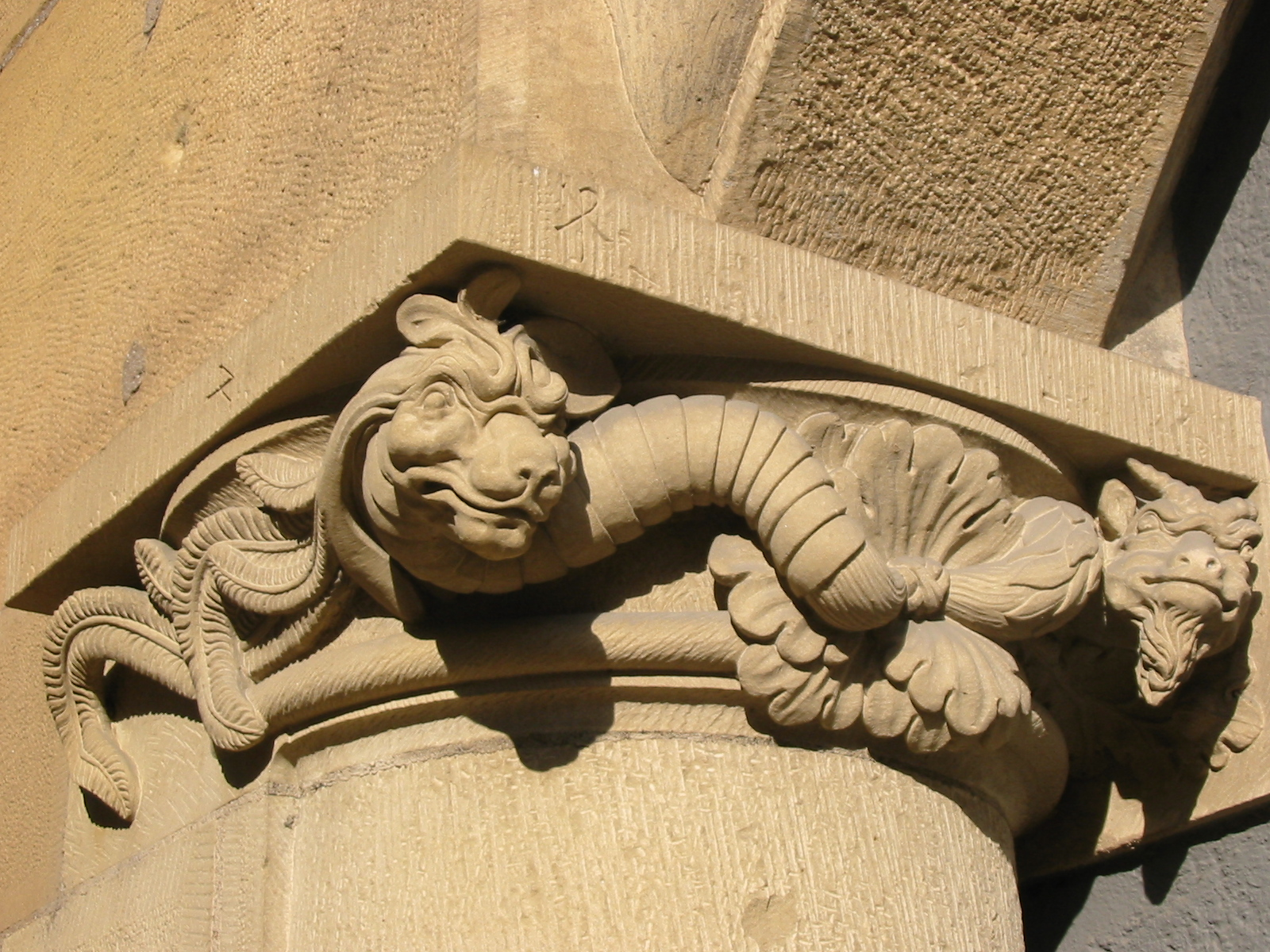
Fleischhaus Arkadendetail

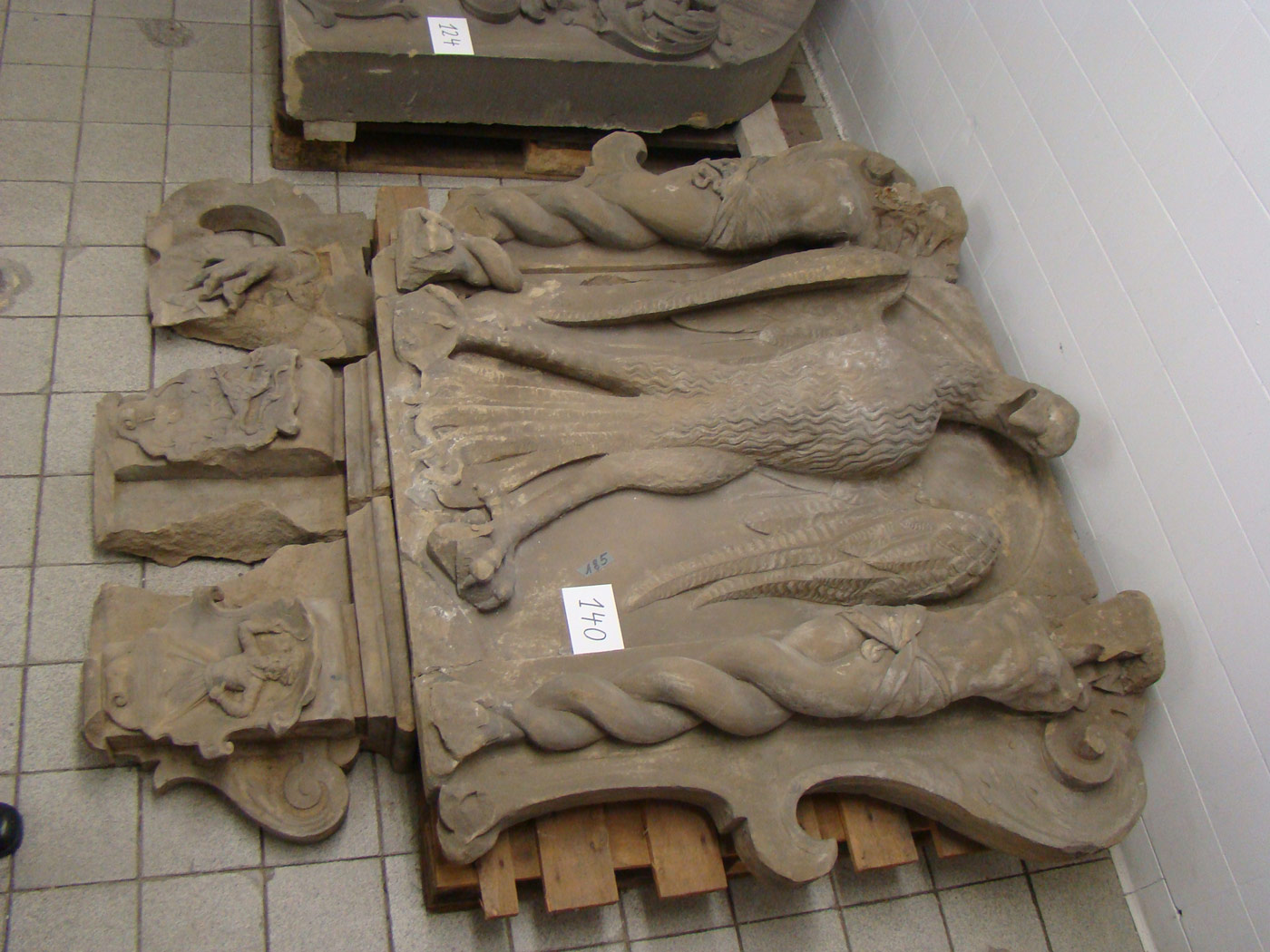
Der ehemals am Gebäude befindliche Stadtadler mit Patrizierwappen, heute im Heilbronner Lapidarium

Das Gebäude ist ein Arkadenbau des Manierismus mit viel manieristischem Schmuck an den Kapitellen der Arkaden. Ein Renaissance-Treppenturm befindet sich an der Südwestecke. Das Heilbronner Stadtwappen ist am Ostgiebel des Fleischhauses zu sehen.

### Wappen
Die Ostseite des früheren Fleisch- und Gerichtshauses ziert in Höhe des ersten Stockes ein großartig gestaltetes Stadtwappen. Schmuck und Herrschaftszeichen verschmelzen hier miteinander. Das gesamte Kunstwerk stellt einen auf mit Löwenköpfen verzierten Konsolen ruhenden, nach dem Retabelschema gegliederten dreiteiligen Architektur-Rahmen der Renaissance dar. Auf dem Band zwischen Löwenköpfen vertrat sich der Künstler durch sein Steinmetzzeichen auf einem Wappenschild. Es ist der Erbauer des ganzen Gebäudes Hans Schoch oder Hans Stefan H. S.
Die Predella des Wappens mit der später hinzugefügten Tafel Historisches Museum schmücken links und rechts zwei Wappen. Das linke stellt einen bärtigen Weingärtner mit einer Hape in der erhobenen rechten Hand, auf einem Dreiberg stehend, dar. Es ist das Wappen von Simon Weinmann dem Älteren, der von 1757 bis 1603 Schultheiß und damit Vorsitzender des reichsstädtischen Gerichts war und 1606 starb. Das rechte Wappen gehörte Michael Walter, der 1580 zum Ratsherrn gewählt wurde und 1603 verstarb. Mit hoher Wahrscheinlichkeit haben die beiden Männer bedeutenden Anteil an der Erbauung des Fleisch- und Gerichtshauses in den Jahren 1598/1600 gehabt.
Über dem gekehlten oberen Wappengesims blickt eine männliche antikisierende Halbfigur von einem kunstvoll geschwungenen Beschlagwerk auf den Adler und den Beschauer herab. Auf seinem Kopf thront gleichsam ein Putto mit Klöppel und Kubus, dem Emblemen der Steinmetzen und ihrer Kunst. Der Adler ist ein häufiges Besitz- und Repräsentationszeichen an öffentlichen Gebäuden.

### Hochwassermarken
Am Treppenturm des Gebäudes zeigen Hochwassermarken die historischen Hochwasserstände vom 30. Oktober 1824 und vom 28. Mai 1817 an.

### Glocke
Für das Fleischhaus goss 1627 Paulus Arnolt eine 22 kg schwere Glocke, die im Ersten Weltkrieg eingeschmolzen wurde. Der Dachreiter des Gebäudes trägt heute eine kleine Stahlglocke.